# Esther M. Conwell
Esther Marley Conwell (Nueva York, Estados Unidos, 23 de mayo de 1922 - Rochester, 16 de noviembre de 2014) fue una química y física pionera estadounidense. Estudió las propiedades de semiconductores y conductores orgánicos, especialmente el transporte de electrones. 
Conwell es conocida por la teoría de Conwell-Weisskopf que explica cómo viajan los electrones a través de los semiconductores, un logro que ayudó a revolucionar la informática moderna.
En 1990, Conwell se convirtió en profesora adjunta en la Universidad de Rochester mientras trabajaba en Xerox. En 1998, Conwell se unió a la facultad de la Universidad de Rochester a tiempo completo como profesora de química, donde se centró en el flujo de electrones a través del ADN.
Conwell ha obtenido cuatro patentes y publicó más de 270 artículos y varios libros de texto a lo largo de su carrera. Su libro de texto High Field Transport in Semiconductors se convirtió en el libro de texto autorizado en el campo.

## Primeros años y educación
Esther Conwell nació en la ciudad de Nueva York, Estados Unidos, en 1922. Sus padres eran inmigrantes. Tuvo dos hermanas. Obtuvo una licenciatura en física de Brooklyn College en 1942. Luego fue a la Universidad de Rochester para completar su maestría en 1945 con Victor Weisskopf. Inicialmente planeaba hacer un doctorado en Rochester, pero como su asesor se fue a trabajar a Los Álamos después de su primer año allí, completó su maestría y obtuvo su doctorado posteriormente. Conwell colaboró con Karl Lark-Horovitz y Vivian Johnson en la Universidad Purdue en la física de semiconductores de silicio y germanio. Sus maestrías fueron inicialmente clasificadas, luego desclasificadas en 1945 y posteriormente se le otorgó una maestría en la que determinó la teoría de Conwell-Weisskopf. Recibió su doctorado en Física en 1948 de la Universidad de Chicago bajo la supervisión del premio Nobel Subrahmanyan Chandrasekhar en el Observatorio Yerkes y también fue asistente de Enrico Fermi. Fue asistente de enseñanza en Chicago y calificó el trabajo de los premios Nobel como son Chen-Ning Yang y Owen Chamberlain.

## Trayectoria
Después de su primer año de estudios de posgrado, fue contratada por Western Electric como ingeniera asistente. En ese momento, la nómina no tenía un código de título de trabajo para las mujeres asistentes de ingeniería, por lo que su título tuvo que ser cambiado a asistente de ingeniería y su remuneración se redujo para ajustarse a un código existente.
Fue instructora de Física en el Brooklyn College (1946-1951). Luego trabajó como investigadora en Bell Labs (1951-1952) donde estudió con William Bradford Shockley sobre los efectos de los campos eléctricos de alta intensidad en el transporte de electrones en semiconductores, y luego pasó a formar parte del personal de Sylvania Electric Products, que luego fue adquirida por GTE Laboratories (1952-1972). En 1972 se unió al Centro de Investigación de Xerox Wilson, donde fue investigadora de 1981 a 1998. En Xerox, investigó las propiedades ópticas y de transporte de polímeros dopados, como los que se utilizan para fotorreceptores en copiadoras. Conwell fue la directora asociada de Associate Director of the NSF Center for Photoinduced Charge Transfer en la Universidad de Rochester a partir de 1991. Pasó un año como profesora visitante en la Escuela Normal Superior de París en 1962 y un semestre como profesora de Abby Rockefeller Mauzé en el MIT en 1972.

## Premios y honores
Conwell fue nombrada miembro del IEEE en 1980 «por sus contribuciones a la teoría de los semiconductores, en particular al transporte tanto en campos eléctricos altos y bajos». También fue miembro de la American Physical Society. Es una de las pocas que tiene la triple membresía en la Academia Nacional de Ingeniería, Academia Nacional de Ciencias y la Academia Estadounidense de Artes y Ciencias (1992); y es la única miembro de la Universidad de Rochester que lo ha logrado.
Fue galardonada con el premio al Logro de la Society of Women Engineers en 1960 y un título honorífico de Doctor en Ciencias de Brooklyn College en 1992.
En 1997 recibió la Medalla Edison IEEE por sus «contribuciones fundamentales a la teoría del transporte en semiconductores y conductores orgánicos, y su aplicación a las industrias de semiconductores, copiado electrónico e impresión», convirtiéndose en la primera mujer en ganar este premio. Otros galardonados que ganó son las medallas Alexander Graham Bell, Vannevar Bush y Michael Pupin.
En noviembre de 2002, la revista Discover incluyó a Conwell entre las «50 científicas más importantes de la época».
En 2004 recibió el premio Dreyfus Senior Faculty Mentor por servir como mentora de investigación para estudiantes universitarios. En 2006, la Universidad de Rochester la honró con el premio Susan B. Anthony a la «trayectoria» por sus esfuerzos en defender y promover a la mujer en la ciencia.
Más tarde, el premio de la ACS por el «fomento de la mujer en la carrera de ciencias químicas» le fue otorgado en 2008.
En 2010, Conwell recibió la Medalla Nacional de la Ciencia del presidente Barack Obama, por «sus amplias contribuciones a la comprensión del transporte de electrones y agujeros en materiales semiconductores, que ayudaron a posibilitar las aplicaciones comerciales de dispositivos electrónicos semiconductores y orgánicos, y por ampliar su análisis al estudio de las propiedades electrónicas del ADN». Fue nominada por Mildred Dresselhaus.

## Muerte
El 16 de noviembre de 2014, Conwell caminaba cuando fue embestida por el auto de su vecino cuando este se encontraba saliendo de la cochera. David Catholdi del Departamento de Policía de Brighton, declaró que el alcohol y la velocidad no fueron factores en el incidente. Fue trasladada al hospital Strong Memorial, donde murió a causa de sus heridas varias horas más tarde. Tenía 92 años y seguía investigando activamente.